# جينجا
جينجا (بـاليابانية: 神社) هو المكان الذي ينتصب فيه المزار الخاص بإحدى الـكامي (أو الآلهة حسب العقيدة الشنتوية في اليابان)، عدا المباني يشمل المكان المحيط الطبيعي الذي يقع القرب منه. يتم في هذه الأمكنة عبادة وتبجيل الكامي. عادة ما يتم وضع الأشياء أو الموجودات المقدسة (الكامي) التي يتم عبادتها في إحدى الغرف الداخلية للبناء الرئيس، وفي مكان منعزل وبعيد عن الأنظار.
يقوم الناس بزيارة المزارات حتى يبدوا مدى احترامهم للكامي، وطلبا للتوفيق في أمورهم اليومية. غالبا ما تتم الزيارة في المناسبات الخاصة: العام الجديد، بداية فصل الربيع (سيتسوبون)، دخول الأولاد سن معينة (شيتشي غو سان) وغيرها من المناسبات الأخرى.

## التاريخ
تم بناء أولى المزارات الشنتوية لإحياء بعض الطقوس الاحتفالية كبداية موسم حصاد الأرز أو ماتسوري (祭り = matsuri)، تم تشييدها لتضل قائمة لفترة معينة من الزمن (حتى انتهاء الاحتفالات)، وكان أغلبها يقع في الجبال والكهوف. كان يعتقد أن الكامي لن تلبث أن تغادر المكان. تم في فترة لاحقة تشييد بناءات دائمة وتعرف محليا باسم شادن (社殿 = shaden)، وصارت هذه مقر الإقامة الدائمة للكامي. يعتقد البعض إن هذه البناءات الدائمة دخيلة على الشنتوية، وأنها جاءت عن طريق التأثيرات البوذية. لا تزال بعض المزارات من العهد الأول قائمة (من بينها مزار إيسه)، وتتضمن في الغالب مكان لإقامة شعائر الصلاة، كما يخصص للكامي مساحة معينة من المزار، يحضر على الزوار أن يقتربوا منه.

## الأقسام والهياكل المختلفة

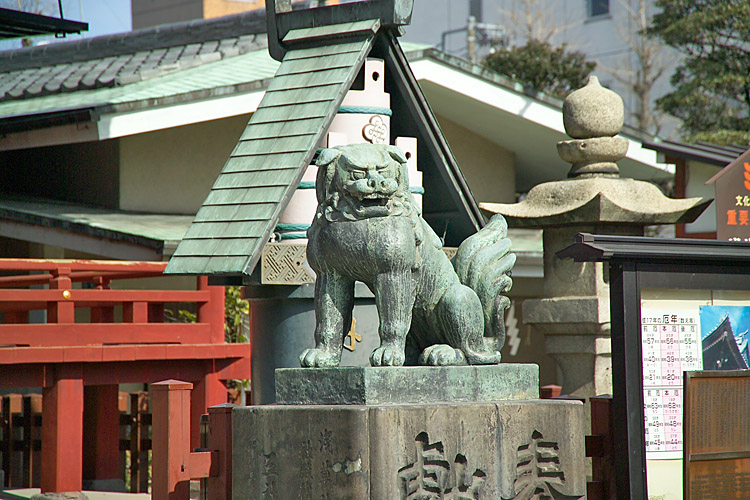
أحد الزوجين من كلاب الحراسة (أو كوما-إينو) في مزار أساكوسا (طوكيو)

توجد داخل المزار عدة مباني وأقسام تعطي له طابعه الخاص. وهذه قائمة بأهمها:
| - توري (باليابانية: 鳥居): وهو عبارة عن هيكل منتصب، يعلن للزائر الدخول إلى المكان المقدس. - كوما-إينو (باليابانية: 狛犬 = Komainu): وهي عبارة عن تماثيل لزوج من كلاب الحراسة (و هي أصل التسمية)، إلا أنه قد يتم اتخاذ حيوانات أخرى لهذا الغرض، كالسباع، الثعالب غيرها. وتوضع عادة بالقرب من مداخل المزار. - أحواض التطهر (): وتوضع بالقرب من المدخل. ويفترض أن يقوم الزائر بغسل يديه ومضمضة فمه قبل الدخول إلى المكان، إلا أن العديد من الزوار يتجاوز العملية الأخيرة. وتستعمل مغارف خاصة لهذا الغرض. - هوندن (باليابانية: honden = 本殿):، ويحتضن هذا المبنى أو الغرفة الجسم المادي المقدس للكامي أو غوشينتائي (باليابانية: 御神体 = goshintai)، يحضر على الزوار الاقتراب منه. ويقع هذا القسم بعد الـهائيدن، ويكون في الأغلب أصغر منه مساحة ويخلو من النقوش أو الزخارف. - هائيدن أو المذبح (باليابانية: haiden = 拝殿): وهو المكان الذي تقدم فيه القرابين، وتقام فيه طقوس الصلوات حسب العقيدة الشنتوية. يتم في بعض المزارات الجمع بين هوندن و الـهايدن في مبنى واحد. - منصة خاصة: وتوجد في بعض المزارات فقط، وتقام عليها بعض الرقصات التقليدية (باغاكو) أو عروض لـمسرح النو - إما أو ألواح الأماني: هي ألواح خشبية صغيرة، يقوم الزوار بكتابة أمانيهم عليهما، ثم يتركونها في المزار، آملين أن تتحقق. وتنحصر أغلب هذه الأماني في العافية، النجاح في الحياة العملية، النجاح في الامتحانات، وغيرها. - أوميكوجي (おみくじ): هي شرائط ورقية، تتضمن البخت أو الحظ. وتتواجد داخل المزارات وحتى المعابد (البوذية)، تتنبأ أوراق البخت هذه بطالع الشخص، ويصنفها اليابانيون حسب مضمونها من: دائيكيتشي أو حظ السعد الكبير، إلى دائي-كيو حظ النحس الكبير. يقوم الزائر بانتقاء إحدى هذه الشرائط، ثم يعلقها على أغصان إحدى الأشجار، فيتحقق له الطالع إذا كان جيدا، ويتم تجنبه إذا سيئا. - شيميناوا (注連縄): هي حبال تصنع من القش، وتعلق عيها شرائط ورقية متعرجة. يتم عن طريقها تحديد الأشياء المقدسة. تتواجد غالبا فوق الـتوري، كما تحيط ببعض الأشجار والصخور المقدسة (كامي). يقوم أعلى مصارعي السومو درجة اليوكوزونا بلف بعض من هذه الحبال حوله أثناء قيامه بأداء الطقوس الدينية. |

تتواجد العديد من الأبنية الأخرى داخل المزار، على غرار البيت المخصص للكاهن. ويحضر تواجد المدافن أو المقابر داخل المكان المقدس، يعتبر اليابانيون الموت مدنس لطهارة المكان، وغالبا ما تقام الشعائر الخاصة بالموت في المعابد البوذية. مع مرور الزمن اندمجت هندسة المزارات الشنتوية والمعابد البوذية، ويغلب عليها التأثر بالطابع الآسيوي الصيني. على أنه لا تزال بعض المزارات القليلة تحتفظ بطابعها الياباني الأصلي، على غرار مزار إيسه وهو أهم المزارات الشنتوية في البلاد على الإطلاق.

## أنواع المزارات
- المزارات الإمبراطورية: وكانت الحكومة تقوم بإدارتها، أثناء فترة مييجي، يتم فيها تبجيل الكامي المتعلقة بالعائلة الإمبراطورية. بعضها قديم على غرار مزار إيسه (伊勢神宮)، مزار إزومو (出雲大社) و أتسوتا جينغو. وبعضها الآخر تم تشييده أثناء هذه الفترة، كـمزار مييجي (明治神宮)(في طوكيو)، ومزار هييآن (平安神宮)(في كيوتو).
- مزارات إيناري (稲荷神社): تخصص لتبجيل إيناري، كامي الخصوبة والأرز في العقيدة الشنتوية. ويوضع في مدخلها زوجين من الثعالب، وحسب العقيدة الشنتوية فقد كانت الكامي إيناري تستعمل هذه الحيوانات كمبعوثها الخاص. يوجد الآلاف من هذه المزارات في اليابان، ويعتبر مزار فوشيمي-إيناري (伏見稲荷大社)(بالقرب من كيوتو) أشهرها على الإطلاق.
- مزارات هاشيمان (八幡宮): وهو إله الحرب في العقيدة الشنتوية، وكان يحظى بمكانة رفيعة بين زعماء الحرب أثناء الفترات القديمة من تاريخ اليابان،. ومن أهم هذه المزارات مزار تسوروغا-أوكا (鶴岡八幡宮)(بالقرب من كاماكورا).
- مزارات سنغن (浅間神社): وتخصص لآله جبل فوجي، الأميرة كونوهاساكويا، يوجد العديد من هذه المزارات في أنحاء متفرقة من اليابان ويقع أهمها على سفح جبل فوجي.
- مزارات خاصة بالقادة الكبار: قام بعض الزعماء الكبار بتشييد المزارات وخصصوها لذكرى مؤسسي عشائرهم.
  - ومن أهمها مزار توشوغو (東照宮)، والذي خصص للزعيم توكوغاوا إيئه-ياسو (徳川家康). مزار توشوغو في نيكو (日光東照宮) أشهر المزارات توشوغو في اليابان.
  - تينمانغو (天満宮) خصص للوزير سوغاوارا نو ميتشيزانه (菅原道真).